# 中村みづき
中村 みづき（なかむら みづき、1995年8月15日 - ）は、石川県出身の元女子サッカー選手。ポジションはミッドフィールダー。

## 来歴

### クラブ
2014年に浦和レッズ・レディースのユースからトップチームに昇格。1年間プレーし、リーグ戦4試合に出場した。
1年で浦和を退団し、2015年からは在学している早稲田大学のア式蹴球部女子でプレーした。
2018年からは、横浜FCシーガルズに加入した。1シーズンプレーした後、2018年のシーズン終了後に引退した。

### 代表
2012年9月に、U-17女子ワールドカップに臨むU-17日本代表に選出された。大会では全4試合に出場し、グループステージのメキシコ戦では1得点した。
その後、2017年夏季ユニバーシアードの日本代表に選出された。

### 引退後
2018シーズンの引退後は、女子フットサルチーム「カフリンガボーイズ東久留米」の関東リーグに所属し、FP（フィールドプレイヤー）を務めている。

## 代表歴
- U-17日本代表
  - 2012 FIFA U-17女子ワールドカップ; ベスト8（4試合1得点）
- ユニバーシアード日本代表
  - 2017年夏季ユニバーシアード; 準優勝